# Armée de terre sud-africaine
L’Armée de terre sud-africaine ou l’Armée de terre d’Afrique du Sud (en traduction littérale de l'anglais South African Army l’Armée sud-africaine) est une armée de terre créée en 1910 lors de la formation de l'Union de l'Afrique du Sud. En 2023 l'armée de terre sud-africaine compte 38 000 soldats et 12 000 réservistes.

## Historique

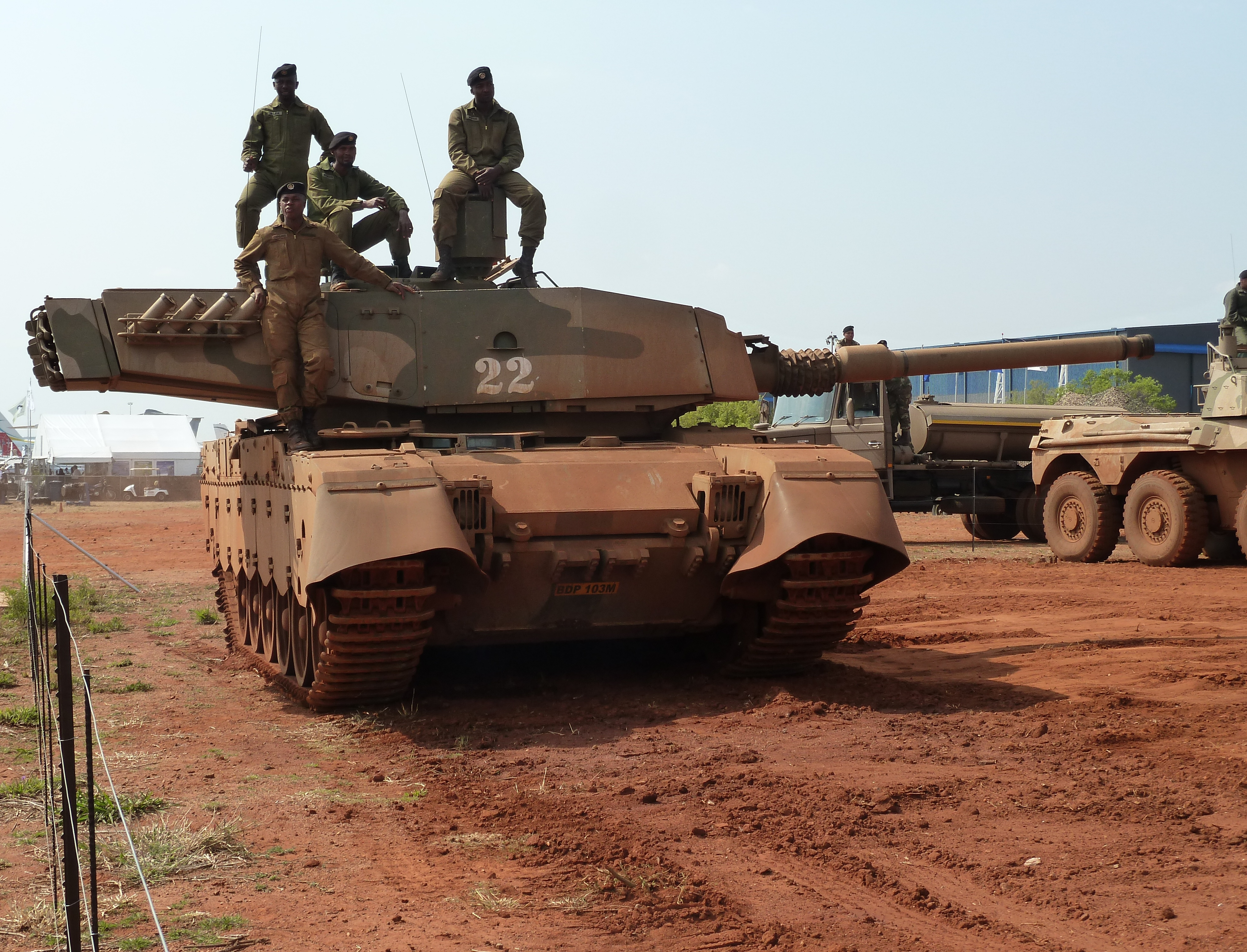
Char Olifant. Le seul char en service en Afrique du Sud en 2021.

Elle a participé aux deux guerres mondiales, en Europe (bataille du bois Delville, bataille du Monte Cassino) et en Afrique (bataille de Gibeon, bataille de Sandfontein, campagne d'Afrique de l'Est, seconde bataille d'El Alamein, bataille de Madagascar) dans le cadre de l'effort de guerre britannique. Composante des forces de défense de l'Union puis de la République sud-africaine, elle a participé à la guerre de Corée dans le cadre d'un mandat des Nations unies.  
Perçue durant la seconde moitié du XXe siècle comme un outil de répression ou de déstabilisation pour la défense de l'apartheid, l'armée sud-africaine a participé aux guerres de frontières au Sud-Ouest africain (1966-1989) et en Angola (1975-1989). Elle participe notamment à la bataille de Cuito Cuanavale ou elle affronte les forces Cubaines. L'armée sud-africaine a également apporté un très grand soutien logistique et militaire à la Rhodésie pendant la guerre du Bush. L'Afrique du Sud était le premier fournisseur d'armes de la Rhodésie et a continué de soutenir ce pays jusqu'à la fin de la guerre. La fin de la guerre et le changement de gouvernement au Zimbabwe a représenté une grande opportunité pour les forces armées sud-africaine car plus de 5 000 militaires rhodésiens ont rejoint les rangs des SADF en 1980 lors de l'Operation Winter (en). La quasi totalité des SAS Rhodésien et une grande partie des Selous Scouts ont décidé de rejoindre l'Afrique du Sud. Grâce à cette opération la SADF a récupéré 5 000 soldats très bien entrainés et disposant d'une grande expérience de combat. 
En 1994, l'armée de terre sud-africaine et l'ensemble des armées sud-africaines et des bantoustans ont été intégrées au sein des nouvelles forces nationales de défense. Elle a alors participé aux efforts de maintien de la paix en Afrique australe, souvent dans le cadre d'opérations de l'Union africaine (deuxième guerre civile centrafricaine). Elle est également mobilisée lors de troubles à l'ordre public et d'urgence sanitaire.
Depuis la fin de l’apartheid l'Afrique du Sud et Cuba ont augmenté leur coopération, principalement dans le domaine médical mais également dans le domaine militaire avec l'envoi par Cuba de techniciens pour aider à la maintenance des équipements de la SADF.

## Organisation en 2013
Depuis 1999, l'armée de terre sud-africaine est organisée en 2 brigades. 
Ces deux brigades correspondent ensemble, en 2013, à :
- 2 bataillons d'infanterie mécanisée,
- 3 bataillons d'infanterie motorisée,
- 10 bataillons d'infanterie légère,
- 4 régiments d'artillerie,
- 2 régiments de génie de combat.

À ces unités classiques s'ajoutent 1 régiment de construction, le 4e régiment de planification et 1 régiment de renseignement tactique.
La force de réserve, en 2021, dispose de 52 unités disposant théoriquement de 12 000 réservistes.

## Équipements
Équipements en dotation dans l'armée de terre en 2023:
| Type                                    | Modèle           | En service en 2023  | Remarques |
| --------------------------------------- | ---------------- | ------------------- | --------- |
| Char de combat principal                | Olifant 2        | 24 (126 en réserve) |           |
| Véhicule blindé d'assaut                | Rooikat-76       | 50 (126 en réserve) |           |
| Véhicule de combat d'infanterie         | Ratel-20/60/90   | 534                 |           |
| Véhicule blindé de transport de troupes | Casspir          | 370                 |           |
| Véhicule blindé de transport de troupes | Mamba            | 60 (380 en réserve) |           |
| Obusier automoteur                      | G6 Rhino         | 2 (41 en réserve)   |           |
| Obusier                                 | G5               | 6 (66 en réserve)   |           |
| Lance roquettes multiples               | Valkiri (en)     | 6 (26 en réserve)   |           |
| Mortier                                 | Mortier de 81 mm | 1190                |           |
| Drone                                   | ATE Vulture (en) | 4                   |           |
| Canon anti aérien                       | Oerlikon 35 mm   | 40                  |           |
| Canon anti aérien automoteur            | Zumlac (ZU-23-2) | (36 en réserve)     |           |

## Chef d'état-major de l’armée de terre
Depuis 1948, les chefs successifs de l'armée sud-africaine sont : 
| Nom                                       | Photographie | Début              | Fin               |
| ----------------------------------------- | ------------ | ------------------ | ----------------- |
| Brig Christiaan du Toit DSO               |              | 10 novembre 1948   | 15 mars 1950      |
| Brig Hendrik Klopper DSO                  |              | 16 mars 1950       | 30 avril 1953     |
| Maj Gen Pieter Grobbelaar DSO             |              | 1er mai 1953       | 24 septembre 1958 |
| Maj Gen Nick Bierman CBE                  |              | 25 septembre 1958  | 31 octobre 1959   |
| Maj Gen Sybrand Engelbrecht SM            |              | 1er novembre 1959  | 3 mars 1963       |
| Maj Gen Petrus Jacobs SSA SM              |              | 4 mars 1963        | 31 décembre 1965  |
| Lt Gen Charles 'Pop' Fraser SSA SM        |              | 1er octobre 1966   | 30 novembre 1967  |
| Lt Gen Willem Louw SM                     |              | 1er décembre 1967  | 30 juin 1973      |
| Lt Gen Magnus Malan SSA SM                |              | 1er juillet 1973   | 31 août 1976      |
| Lt Gen Constand Viljoen SSA SM            |              | 1er septembre 1976 | 6 octobre 1980    |
| Lt Gen Johannes J. Geldenhuys SSA SD SM   |              | 7 octobre 1980     | 30 octobre 1985   |
| Lt Gen Andreas Liebenberg SSAS SD         |              | 1er novembre 1985  | 28 février 1990   |
| Lt Gen Georg Meiring SSAS SD SM MMM       |              | 1er mars 1990      | 31 octobre 1993   |
| Lt Gen Hattingh Pretorius SD SM MMM       |              | 1er novembre 1993  | 31 décembre 1994  |
| Lt Gen Reginald Otto SD SM MMM            |              | 1er janvier 1995   | 30 juin 1998      |
| Lt Gen Gilbert Ramano SSAS SD MMS MMM MMB |              | 1er juillet 1998   | 31 mai 2004       |
| Lt Gen Solly Shoke SBS MMS                |              | 1er juin 2004      | 1er mai 2011      |
| Lt Gen Vusumuzi Masondo (en) MMM          |              | 1er octobre 2011   | 19 janvier 2016   |
| Lt Gen Lindile Yam (en)                   |              | 19 janvier 2016    | -                 |
| Lt Gen Rudzani Maphwanya (en)             |              | 1er juin 2023      |                   |